# Scott Kazmir
Scott Edward Kazmir (ur. 24 stycznia 1984) – amerykański baseballista występujący na pozycji miotacza.

## Przebieg kariery
Po ukończeniu szkoły średniej, w czerwcu 2002 został wybrany w pierwszej rundzie draftu przez New York Mets i po dwóch latach występów w klubach farmerskich tego zespołu został oddany do Tampa Bay Devil Rays, w którym zadebiutował 23 sierpnia 2004 w meczu przeciwko Seattle Mariners notując zwycięstwo. Rok później w głosowaniu na najlepszego debiutanta zajął 9. miejsce.
3 lipca 2006 w meczu z Boston Red Sox zaliczył pierwszy w MLB complete game shutout, zaś osiem dni później po raz pierwszy zagrał w Meczu Gwiazd. W sezonie 2007 zaliczył najwięcej strikeoutów w American League (239). W sierpniu 2009 w ramach wymiany zawodników przeszedł do Los Angeles Angels of Anaheim, jednak w czerwcu 2011 został zwolniony z kontraktu. Następnie grał w Leones del Escogido (LIDOM), Sugar Land Skeeters (Atlantic League) i Gigantes de Carolina (LBPPR).
W grudniu 2012 jako wolny agent podpisał niegwarantowany kontrakt z Cleveland Indians z zaproszeniem na występy w spring training. Po przyzwoitych występach w meczach przedsezonowych, został wybrany przez menadżera Terry'ego Franconę do pięcioosobowej rotacji starterów. W grudniu 2013 podpisał dwuletni kontrakt wart 22 miliony dolarów z Oakland Athletics. 23 lipca 2015 w ramach wymiany zawodników przeszedł do Houston Astros.
30 grudnia 2015 związał się trzyletnią umową z Los Angeles Dodgers. 16 grudnia 2017 został wymieniony wraz z trzema innymi zawodnikami do Atlanta Braves za Matta Kempa.

## Nagrody i wyróżnienia
| Nagroda/wyróżnienie | Lata             | Źródło |
| 3× All-Star         | 2006, 2008, 2014 | [ 1 ]  |